# Leptogenys diminuta
Leptogenys diminuta es una especie de hormiga del género Leptogenys, subfamilia Ponerinae.

## Taxonomía
Esta especie fue descrita científicamente por Smith en 1857.

## Subespecies
- Leptogenys diminuta deceptrix Forel, 1901
- Leptogenys diminuta diminuta (Smith, F., 1857)
- Leptogenys diminuta diminutolaeviceps Forel, 1900
- Leptogenys diminuta fruhstorferi Emery, 1896
- Leptogenys diminuta laeviceps Smith, F., 1857
- Leptogenys diminuta nongnongi Karavaiev, 1925
- Leptogenys diminuta opacinodis Emery, 1887
- Leptogenys diminuta palliseri Forel, 1900
- Leptogenys diminuta sarasinorum Forel, 1900
- Leptogenys diminuta striatula Emery, 1895
- Leptogenys diminuta tjibodana Karavaiev, 1926
- Leptogenys diminuta woodmasoni Forel, 1886